# Karin Borghouts
Karin Borghouts (née à Kapellen en 1959) est une graphiste et photographe belge. Elle photographie principalement l'architecture et les intérieurs, les lieux en transformations et les chantiers.
En plus de ses projets personnels, elle travaille souvent pour des institutions belges et néerlandaises du secteur de l'art, de la culture et du patrimoine.

## Formation
De 1977 à 1980, Karin Borghouts étudie la peinture à l'école supérieure artistique Sint-Maria à Anvers (actuellement Haute école Karel de Groote Hogeschool (nl)). De 1975 à 2002, elle suit également des cours de peinture, de sculpture et de photographie dans le cadre de l'enseignement artistique à horaire réduit à la Academie Noord de Brasschaat.
Elle travaille et vit à Kalmthout.

## Carrière
À partir de 1981, Karin Borghouts travaille comme graphiste d'abord dans des agences, puis en freelance jusqu'en 2011.
Depuis 2003, elle est aussi artiste-photographe indépendante. De 2012 à 2014, elle est la photographe officielle de la ville d'Anvers.

### Projets personnels

#### Through the looking glass
En 2004, Karin Borghouts publie son premier livre, Through The Looking Glass. Il montre déjà sa fascination pour les lieux et les paysages, comme les zoos, les parcs d'attractions et les musées en plein air. Le philosophe Steven Humblet analyse, dans un essai de la publication, comment sa photographie capture ou construit ces lieux . Dans Rooilijn et The View , Karin Borghouts met également l'accent sur les détails et les lieux qui passent généralement inaperçus.

#### Het huis, la maison
L'incendie de la maison familiale de Karin Borghouts en 2012 la conduit au projet The House - Het Huis, qui a été publié dans un ouvrage à feuilles mobiles , et fait l'objet de plusieurs expositions. Les pièces incendiées avec leur couche de suie sont caractéristiques de sa photographie, avec un fort caractère émotionnel supplémentaire. Les photos sont un jeu entre le détachement habituel de Karin Borghouts et l'émotions émanant de l'accident,.

#### Vincent was here
En 2019, à la suite de l'incendie de la maison de ses parents et du projet Het huis, Karin Borghouts revoit une reproduction d'un tableau de Van Gogh présent dans la maison et se prend d'intérêt pour le peintre. Elle est chargée par Ron Dirven, conservateur de la maison Van Gogh à Zundert , de photographier la maison des tantes de Van Gogh qui va être démolie. Elle va réaliser un reportage dans les lieux fréquentés par Vincent Van Gogh, de son lieu de naissance aux Pays-Bas, Zundert, à Auvers-sur-Oise en France, où l’artiste a mis fin à ces jours. Le projet Vincent was here est une recherche entre peinture et photographie. Il comporte des photos de treize lieux, des bâtiments et des paysages et aussi des natures mortes reconstituées. Pour cette série, Karin Borghouts utilise les compositions et les schémas de couleurs de Van Gogh, ce qui limite sa propre créativité mais, selon ses propres mots, cela lui permet de se concentrer sur l'effet de la lumière avec plus de liberté artistique. Ce retour à sa perspective picturale lui apprend à photographier différemment,. Les photos ont été exposées au Noordbrabants Museum  et à la maison Van Gogh  et font l'objet d'un livre photo,.

#### Paris impasse
Durant une résidence d'artiste octroyée par la Communauté flamande en 2015, Karin Borghouts photographie 400 des 600 impasses qui subsistent à Paris. Ce projet est en ligne avec son intérêt pour les lieux discrets, dissimulés. Les photographies sobres ont un caractère documentaire, aucun être humain n'y figure, mais révèlent de nombreux détails ,.
« Je suis sensible aux espaces, aux intérieurs et aux bâtiments. Je ne suis pas une photographe de gens. »

### Projets culturels
Karin Borghouts réalise des photos pour divers architectes, musées, institutions d'architecture et magazines belges et internationaux. Ses photos paraissent dans des publications du Vlaams Architectuurinstituut (nl) (Institut flamand d'architecture, VAi). Dans ce cadre, elle photographie des bâtiments et monuments, souvent lors de leur rénovation, capturant cet instant de la transformation. Un de ses premiers projets est le chantier TGV à Anvers, avec le tunnel sous la Gare-Centrale. Plus tard, pour l'association Stadsfotograaf, elle photographie des chantiers dans toute la ville.

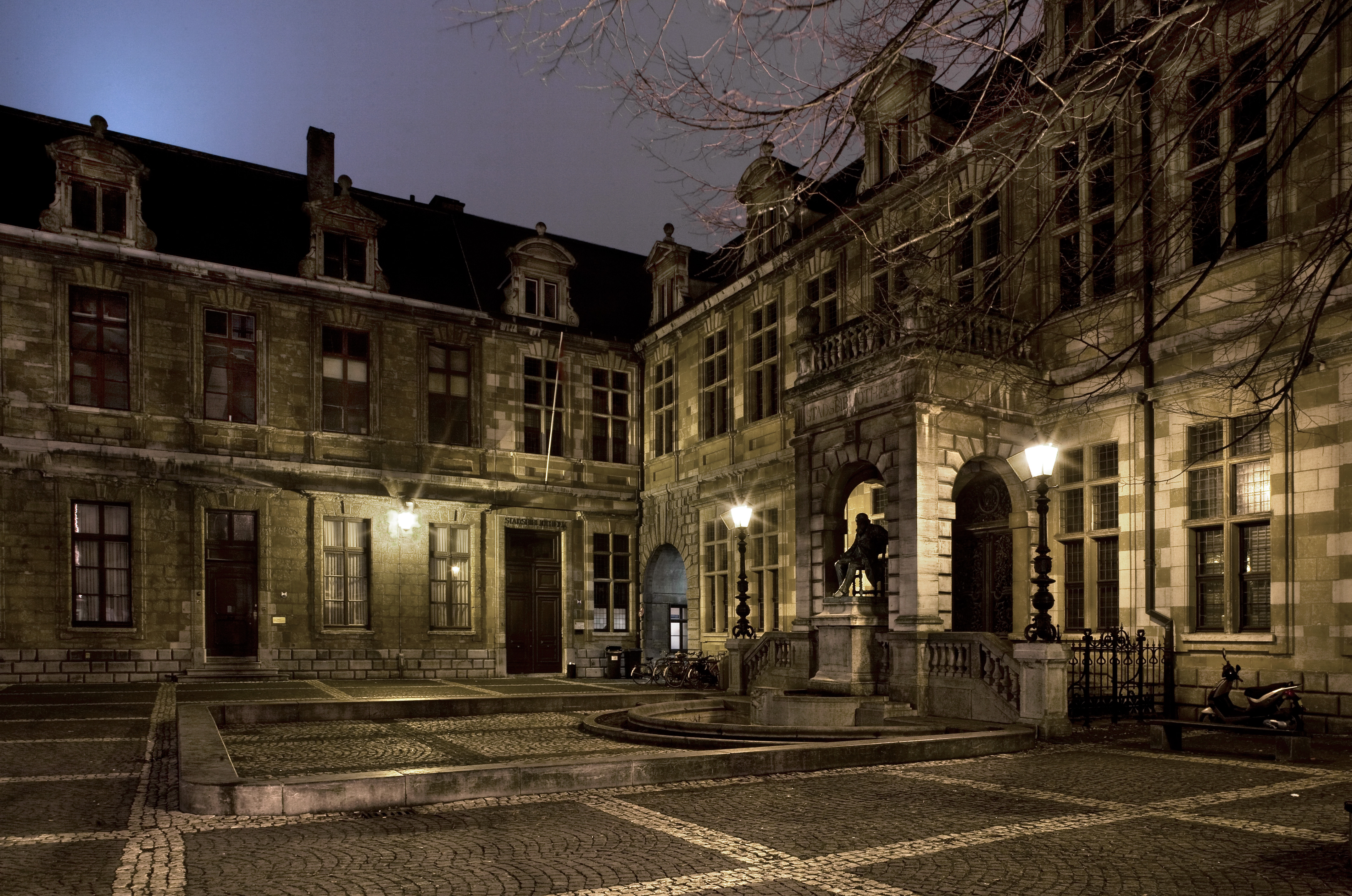
La place Hendrik Conscience à Anvers, photographie de Karin Borghouts.

- En 2007, elle est mandatée par la cellule Patrimoine de la ville d'Anvers et la Société Royale de Zoologie d'Anvers pour photographier le Zoo d'Anvers, l'un des plus anciens zoos du monde et le plus ancien de Belgique[16],[17]. De ce projet, résulte le livre Zoo beeldig.
- Depuis 2011, elle est photographe de chantier pour le Musée royal des Beaux-Arts d'Anvers pendant les rénovations[1].
- Pour la publication Serres royales de Laeken [18] en 2015, Karin Borghouts photographie les Serres royales de Laeken. Depuis 2011, elle photographie également l'intérieur du Palais Royal de Bruxelles[19].
- En 2014, elle réalise une publication pour le Musée de la ville de Gand (STAM) sur 46 églises paroissiales de Gand pour alimenter le débat sur l'avenir des églises inoccupées[20].
- Anvers, stad verbeeld [21] en 2016 montre la relation entre Anvers et son passé, Karin Borghouts se concentrant sur les bâtiments historiques restaurés ou reconstruits de la ville[22].
- À la suite d'une commande de la ville de Gand, Karin Borghouts  photographie 7 maisons historiques entre 2015 et 2016[23]. De 2012 à 2015, elle photographie également la Boekentoren, bibliothèque de l'Université de Gand, construite par Henry Van de Velde, à l'occasion de sa restauration [24].
- Aux Pays-Bas, Karin Borghouts collabore avec le Musée De Lakenhal à Leiden pendant et après les rénovations de 2016 à 2019[25],[26]. Ses photos font l'objet d'une publication [27] et ont été exposées au musée en 2019 sous le nom de Museum inTransitie. [28]

En réponse à une commande d'Initia, Karin Borghouts travaille sur une publication et une exposition sur les conditions de vie de familles de différents milieux culturels à Bruxelles. Pour cela, elle a photographié leurs intérieurs, en particulier les salons,.
Dans le cadre du projet European Eyes on Japan / Japan Today, en cours depuis 1999, Karin Borghouts est invitée par le EU-Japan Fest Japan Committee en 2005 à photographier la vie contemporaine dans la préfecture de Saga au Japon. Ses estampes sont exposées dans divers lieux au Japon et en Europe .

## Style
L'art de Karin Borghout peut être placé entre l'art visuel et la photographie. L'influence de la peinture est perceptible dans sa préférence pour les tirages grand format, qu'elle préfère accrochés au mur comme un tableau. De plus, en raison de sa formation en peinture, elle accorde beaucoup d'attention aux couleurs de ses photos.
Un aspect important du travail de Karin Borghout est la confrontation avec la réalité telle qu'elle est construite par les hommes. Cela transparaît clairement, par exemple, dans ses photos pour Vincent Was Here ou pour le zoo d'Anvers. Dans ce dernier cas, son objectif se concentre sur des lieux ou des détails auxquels le visiteur ne prête généralement pas attention, comme de petites fissures dans les peintures. La décomposition du monde "construit" et donc son caractère fictif, devient évidente. Les lieux abandonnés sont immortalisés de manière monumentale, créant un sentiment à la fois dépaysant et apaisant pour le spectateur,. Lors de la photo de bâtiments et de monuments pour des commandes culturelles, elle voit davantage la photographie comme un support utile, destiné à montrer les créations d'autres, par exemple celles des architectes.
Les photographies d'architecture de Karin Borghout se caractérisent par un œil pour la monumentalité et le caractère statique. Des personnes n'y figurent qu'exceptionnellement,.
« Tout change en permanence, non ? Dégradation, démolition, construction, rénovation... Je mets en évidence les empreintes de la présence et de l'activité humaine. »

## Publications (sélection)
- Karin Borghouts, Eric Min, Daniel Cunin (Trad.), Helen White (Trad.), Paris Impasse, Gand, Snoeck, 2020, 304 p.  (ISBN 978-9461616487)
- (en + fr + nl) Xavier Canonne, Ron Dirven, Karin Borghouts (photos), Vincent was here, BAI NV, 2019, 208 p.  (ISBN 978-9080990333)
- Karin Borghouts, Irene Smets, Baudouin d'Hoore, Les Serres royales de Laeken, BAI, 2019, 160 p.  (ISBN 978-90-8586-796-8)
- (nl) Ronny Van de Velde (Auteur), Ludo Bekkers (Auteur), Karin Borghouts (Sous la direction de), Anvers, Stad verbeeld, Ludion, 2016, 336 p.  (ISBN 978-9491819667)
- (nl) Paul De Moor (Auteur), Karin Borghouts, Mijn huis was, Graphic Matter, 2015, 64 p.  (ISBN 978-9491819315)
- Marc Dubois, Yaron Pesztat, Karin Borghouts (photog.), Filip Dujardin (photog.), Architecture du téléphone, AAM, 2019, 223 p.  (ISBN 978-2-87143-345-3)
- ((nl) Through the Looking Glass: Karin Borghouts - Photoworks, Karin Borghouts, 2004,  (ISBN 978-9090182933)
- (en)  Meta Knol, Koen van Synghel, Karin Borghouts (Fotograaf)  Museum De Lakenhal. A Portrait: Happel Cornelisse Verhoeven, Julian Harrap Architects, nai010 uitgevers, 2019,  (ISBN 978-9462085411)
- (nl) Ludo Collin, Koen Van Synghel, Karin Borghouts, Kerken in Gent: 46 Gentse parochiekerken om over na te denken, Gand, Snoeck, 2014, 128 p.  (ISBN 978-9461611628)
- (Multilingue) Dieter Lesage, Johan De Vos, Karin Borghouts, Jan Knops, Living, reflecties over diversiteit en identiteit, Mens & Cultuur uitgevers, 2006, 147 p.  (ISBN 978-9077135136)
- (nl) Fernand Schrevens, Antoon van Ruyssevelt, Frank Herman, Giovanna Visini, Karin Borghouts, Zoo beeldig, 2007, 208 p.  (ISBN 9789080705340)

## Expositions (sélection)

### Expositions individuelles
2014
- A Principle of Symmetry, Galerie Van De Weghe, Anvers[32]
- Kantje boord, Volkskundemuseum, Bruges[33]
- Stad van morgen, 46 kerken in Gent, STAM-Musée de la ville de Gand, Gand[34]

2015
- Het huis (The house), Museum Dr. Guislain, Gand[35]

2016
- Het huis (The house), Galerie Tsjeljoeskin, Brasschaat
- Antwerpen Stad Verbeeld, Galerie Ronny Van de Velde, Anvers

2017
- Gevangen in beschermd landschap, Merksplas Kapel, Anvers[36]

2019
- Museum in transitie, Musée de Lakenhal, Leyden[37]
- Vincent was here, Noordbrabants Museum, 's-Hertogenbosch[38]

### Expositions collectives
2017
- Extra-muros, Anvers

2019
- Réparation, Maison des arts, Schaerbeek[39]
- Dieren op maat, Designmuseum, Gand[40]
- Interludium, Centre culture, Hasselt[41]

2020
- D'as best, Kunstgalerij De Mijlpaal, Heusden-Zolder
- Vincent Was Here, Vincent van Goghhuis, Zundert

2021
- Het Huis, Behind bars, Anvers [42]
- Vincent was here, Rossaert, Anvers (Antwerp Photo)

## Distinctions
Paris impasse est sélectionné pour le Luma Rencontres Dummy Book Award 2019 aux Rencontres d'Arles.

## Crédit d'auteurs
- (nl) Cet article est partiellement ou en totalité issu de l’article de Wikipédia en néerlandais intitulé « Karin Borghouts » (voir la liste des auteurs).